# Чемпионат мира по шоссейным велогонкам 2018 — индивидуальная гонка (мужчины)

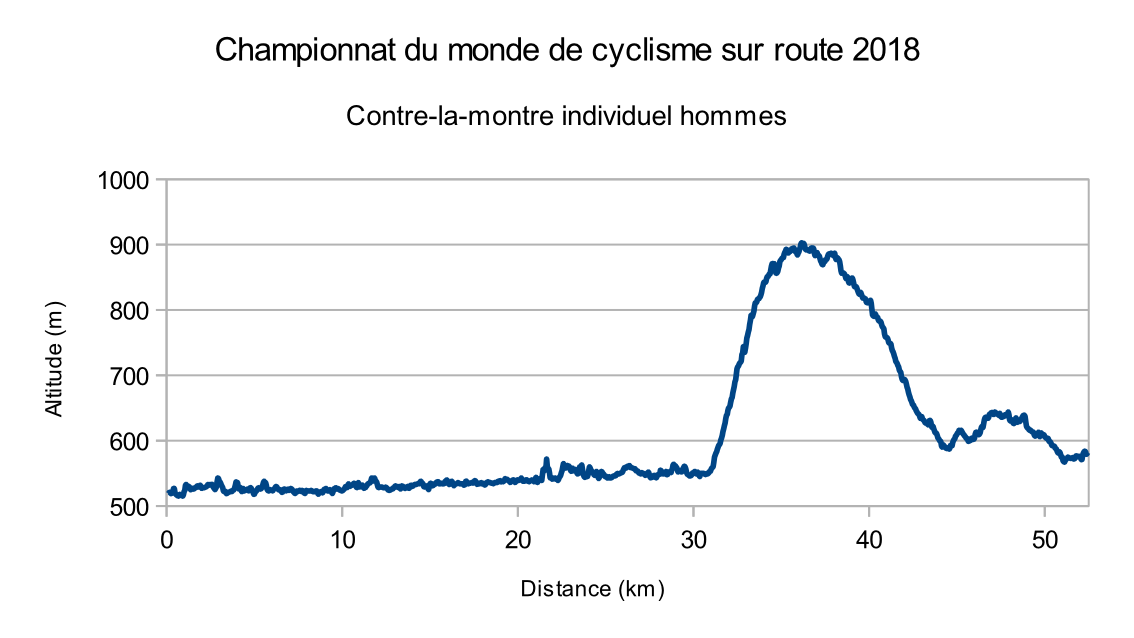
Профиль трассы

Индивидуальная гонка с раздельным стартом у мужчин на чемпионате мира по шоссейным велогонкам 2018 года прошла 26 сентября в австрийском Инсбруке.

## Участники
Страны-участницы определялись на основании рейтинга UCI World Ranking. Максимальное количество гонщиков в команде не могло превышать 2 человек при условии что один из них участвует в групповой гонке. Помимо этого вне квоты могли участвовать действующие чемпион мира и чемпионы континентальных чемпионатов. Всего участие приняло 61 участник из 40 стран.
| 3 участника | 2 участника | 1 участник |
| Нидерланды  | Австрия · Бельгия · Чехия · Дания · Эритрея · Испания · США · Франция · Великобритания · Германия · Ирландия · Италия · Литва · Новая Зеландия · Пакистан · Польша · Португалия · Россия · Швейцария | Албания · Аргентина · Австралия · Беларусь · Канада · Колумбия · Эстония · Эфиопия · Гонконг · Индонезия · Казахстан · Латвия · Люксембург · Норвегия · Словения · Словакия · Швеция · Сирия · Украина · Виргинские Острова (США) |

## Маршрут
Протяженностью маршрута составила 52,5 километра. Старт располагался в Раттенберге. Первые 30 километров проходили по равнине вдоль долины Верхнего Инна в земли Тироль, что позволяло развивать большие скорости. Затем дистанция проходила по всему району Инсбрука в городах Кользас и Вер где пересекали реку Инн. Далее следовали в Фритценс, где предстояло преодолеть основной подъём маршрута протяжённостью 5 километров со средним градиентом 7% и максимальными до 14%, вертикальный подъём составил 350 метров. Его вершина располагалась на равнине в Гнаденвальде. После этого следовал 9 километровый спуск через Абзам, Таур и Рум в район Брюке-Хёттингер-Аю до Святого Николауса, где они пересекали мост Кеттенбрюке. Финишный отрезок проходил по широкому бульвару Rennweg до финиша перед Императорским дворцом Хофбург.

## Результаты
| \| Генеральная классификация \| Генеральная классификация \| Генеральная классификация \| Генеральная классификация \| Генеральная классификация \| \| Гонщик \| Гонщик \| Команда \| Время \| \| \| ------------------------- \| ------------------------- \| ------------------------- \| ------------------------- \| ------------------------- \| \| 1-й \| Роан Деннис \| Австралия \| 1ч 03' 02 \| \| \| 2-й \| Том Дюмулен \| Нидерланды \| + 1' 21 \| \| \| 3-й \| Виктор Кампенартс \| Бельгия \| + 1' 22 \| \| \| 4-й \| Михал Квятковский \| Польша \| + 2' 05 \| \| \| 5-й \| Нелсон Оливейра \| Португалия \| + 2' 14 \| \| \| 6-й \| Джонатан Кастровьехо \| Испания \| + 2' 18 \| \| \| 7-й \| Тони Мартин \| Германия \| + 2' 25 \| \| \| 8-й \| Патрик Бевин \| Новая Зеландия \| + 2' 35 \| \| \| 9-й \| Василий Кириенко \| Беларусь \| + 3' 08 \| \| \| 10-й \| Мартин Тофт Мадсен \| Дания \| + 3' 23 \| \| |                      |                |           |
| |                      |                |           |
| Источник: ProCyclingStats |                      |                |           |
| Генеральная классификация |                      |                |           |
| Гонщик | Гонщик               | Команда        | Время     |
| 1-й | Роан Деннис          | Австралия      | 1ч 03' 02 |
| 2-й | Том Дюмулен          | Нидерланды     | + 1' 21   |
| 3-й | Виктор Кампенартс    | Бельгия        | + 1' 22   |
| 4-й | Михал Квятковский    | Польша         | + 2' 05   |
| 5-й | Нелсон Оливейра      | Португалия     | + 2' 14   |
| 6-й | Джонатан Кастровьехо | Испания        | + 2' 18   |
| 7-й | Тони Мартин          | Германия       | + 2' 25   |
| 8-й | Патрик Бевин         | Новая Зеландия | + 2' 35   |
| 9-й | Василий Кириенко     | Беларусь       | + 3' 08   |
| 10-й | Мартин Тофт Мадсен   | Дания          | + 3' 23   |